# Gervershagen
Gervershagen ist eine Ortschaft in Marienheide im Oberbergischen Kreis im Regierungsbezirk Köln in Nordrhein-Westfalen (Deutschland).

## Lage und Beschreibung
Der Ort liegt etwa sechs Kilometer vom Gemeindezentrum entfernt.
In dem mitten im Wald gelegenen kleinen Ort nahe der Brucher Talsperre befindet sich das Forsthaus des Gervershagener Forstes. Er ist mit etwa 450 Hektar die größte zusammenhängende Waldfläche in der Gemeinde Marienheide.

## Geschichte
Im Jahr 1289 wird Gervershagen erstmals in einem schriftlichen Dokument genannt als kölnisches Allodialgut (Eigenbesitz). 1450 erhält ein Rutger Mester aus Gervershagen (Gerbertzhagen) das Privileg für ein Eisenbergwerk auf dem „Stuelinckhueser broick“ (Stülinghauser Bruch, heute in der Brucher Talsperre). 
Im 17. Jahrhundert erwarben es die Herren von Neuhoff, gen. Ley, durch Heirat von denen von Möllenbeck. Noch im 17. Jahrhundert kauften es die Grafen von Schwarzenberg. Um 1600 ist Gervershagen eines von 7 Rittergütern des Amtes Neustadt. Von Verteidigungsanlagen ist nichts mehr vorhanden, das Herrenhaus aus dem 18. Jahrhundert ist ein zweigeschossiger, verputzter Bruchsteinbau mit Krüppelwalmdach.
Im 19. Jahrhundert veräußerte der Graf von Merveldt die zu Gimborn gehörenden Güter, darunter wohl auch Gervershagen, das nach wiederholtem Besitzerwechsel um 1870 Eigentum der Grafen von Spee zu Schloss Heltorf wurde. Bis 1860 wird das Gut Gervershagen überwiegend landwirtschaftlich genutzt, erst danach erfolgt die Aufforstung zum heutigen Gervershagener Forst.
Den Forst durchzieht die der Landesstraße L 306 als Zubringer zur Bundesautobahn 45. Sie führt von Rodt bis Meinerzhagen. Diese Straße wurde etwa 1975 gebaut. Sie ersetzt eine alte, schmale Straße zwischen Müllenbach und Holzwipper, die einen ähnlichen Verlauf hatte, aber nahe dem Bahnhof Holzwipper endete.

### Forstgeschichte
Heinrich Dohmen (1829–1914) war ab 1860 Förster in Gervershagen. Er wurde durch den Grafen von Spee zum 1. August 1907 in den „wohlverdienten Ruhestand“ (Schreiben vom 20. Juli 1907) versetzt. Als Anerkennung für seine Dienste erhielt er weiterhin volles Gehalt, Hausrecht sowie Nutzungsrecht für Haus und Garten.